# 消弱
消弱（或称消弱作用。英語：），在古典制約中，随着制約刺激（Conditional stimulus, CS）和非制約刺激（Unconditional stimulus, US）不断的重复呈现，而制約刺激能够完全的引发制約反應（CR）时，制約反應就已被获得（acquisition）。

## 例子[1]

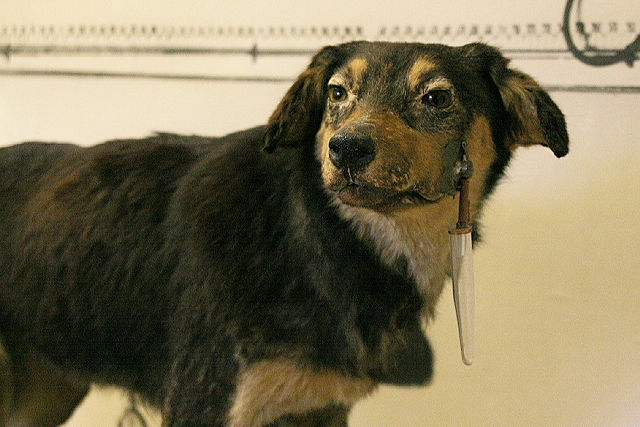
巴甫洛夫的一条狗

消弱作用最著名的例子就是伊萬·巴甫洛夫的狗的唾液制約反射。狗能夠对食物自然而然的分泌唾液，此時巴甫洛夫將食物看作非制約刺激、唾液分泌看作非制約反應，並將兩者的關係稱為非制約反射。而如果在提供食物之前的幾秒鐘發出一些作為中性刺激的聲響，將會使得這個聲響轉變為制約刺激，能夠單獨在沒有食物的狀況下引起作為制約反應的唾液分泌，兩者的關係則被稱做制約反射。
在制約反應形成后，如果非制約刺激（即食物）不再与制約刺激（聲響）同时出现的话，制約反應（唾液分泌）将减弱甚至停止，这种反应称为消弱作用。

## 應用
- Escape extinction指不讓目標離開其身處位置。如小朋友不肯吃蔬菜，父母逼小孩繼續坐，直到肯吃為止[2]。

1. ↑  游, 恒山. . 五南文化. 2014: 222014年7月.
2. ↑  Jonathan Tarbox; Averil Schiff; Adel C. Najdowski. . Education and Treatment of Children. 2010, 33 (2): 223–234. ISSN 1934-8924. doi:10.1353/etc.0.0089.